# Segundo Combate de Marcavalle
El Segundo Combate de Marcavalle fue un hecho de armas ocurrido en la sierra peruana, entre tropas del Ejército de Chile y fuerzas peruanas comandadas por el Coronel Caceres, en el marco de la Campaña de la Breña durante la Guerra del Pacífico.
El plan de Cáceres de pasar a la ofensiva y atacar simultáneamente los destacamentos chilenos en Marcavalle, La Oroya, Concepción y Pucará, aprovechando la mala condición de las tropas chilenas azotadas por el tifus y la viruela, se resolvió llevar a cabo entre los días 9 y 10 de julio de 1882. Las fuerzas del Coronel Máximo Tafur fueron asignadas a atacar los destacamentos de Marcavalle y La Oroya, ambos con una gran relevancia estratégica. Así, el Coronel Tafur con las guerrillas de Acostambo, Acoria, Colcabamba y Pillichaqui, junto con el batallón Tarapacá, al mando del Coronel Manuel Cáceres; se dirigen hacia Marcavalle, tomando por sorpresa el 9 de julio a la guarnición chilena en el lugar, compuesta por la 4.ª compañía del batallón Santiago, comandada por Carlos Larraín. El ataque fue intenso y ocurre cuando la compañía se retiraba del lugar acatando las órdenes del Coronel Estanislao del Canto Arteaga.
Casi sin pertrechos, la guarnición fue casi aniquilada, salvándose solo por la llegada de refuerzos desde la guarniciones de Pucará, Zapallanga y Huancayo, comandadas por el mismo Coronel del Canto.

...quedaron en el cuartel las cajas de documentos, la mayor parte del vestuario nuevo de dos compañías, todo el cual quedó en poder dell enemigo, como también los rifles de los muertos los que fue imposible recogerlos por lo quebrado del terreno y el gran número de enemigos que nos acosaban por distintos puntos.
Parte del comandante Domingo Castillo, Batallón Santiago 5to de Línea

...Las perdidas sufridas por el enemigo en las acciones de Marcavalle y Pucará fueron de consideración, dejaron en nuestro poder unos 200 fusiles y sus municiones, la caja del cuerpo, una bandera, caballos, vestuario y otros despojos de guerra.
Memorias de la Guerra del 79, Andres A. Cáceres 

Las bajas chilenas fueron 2 oficiales y 17 soldados muertos y 14 heridos, según parte de Cáceres las fuerzas a su mando tuvieron 1 muerto y 3 heridos aunque es probable que entre los guerrilleros las bajas fueran mucho mayores. Los peruanos lograron esta vez tomar el control del estratégico paso de Marcavalle de igual forma que se logró retrasar la retirada de Del Canto lo que resultaría fatal para la guarnición chilena de Concepción que sería completamente aniquilada por las fuerzas del coronel Juan Gastó esos mismos días.